# Ansitz Koburg

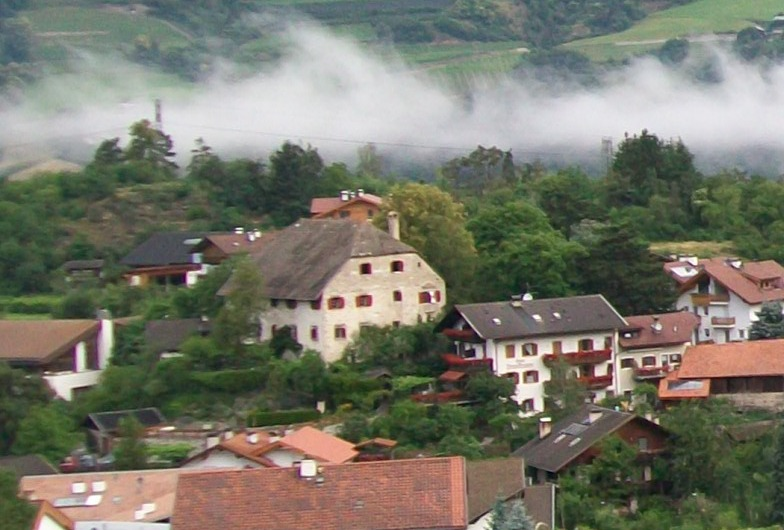
Ansitz Koburg in Gufidaun

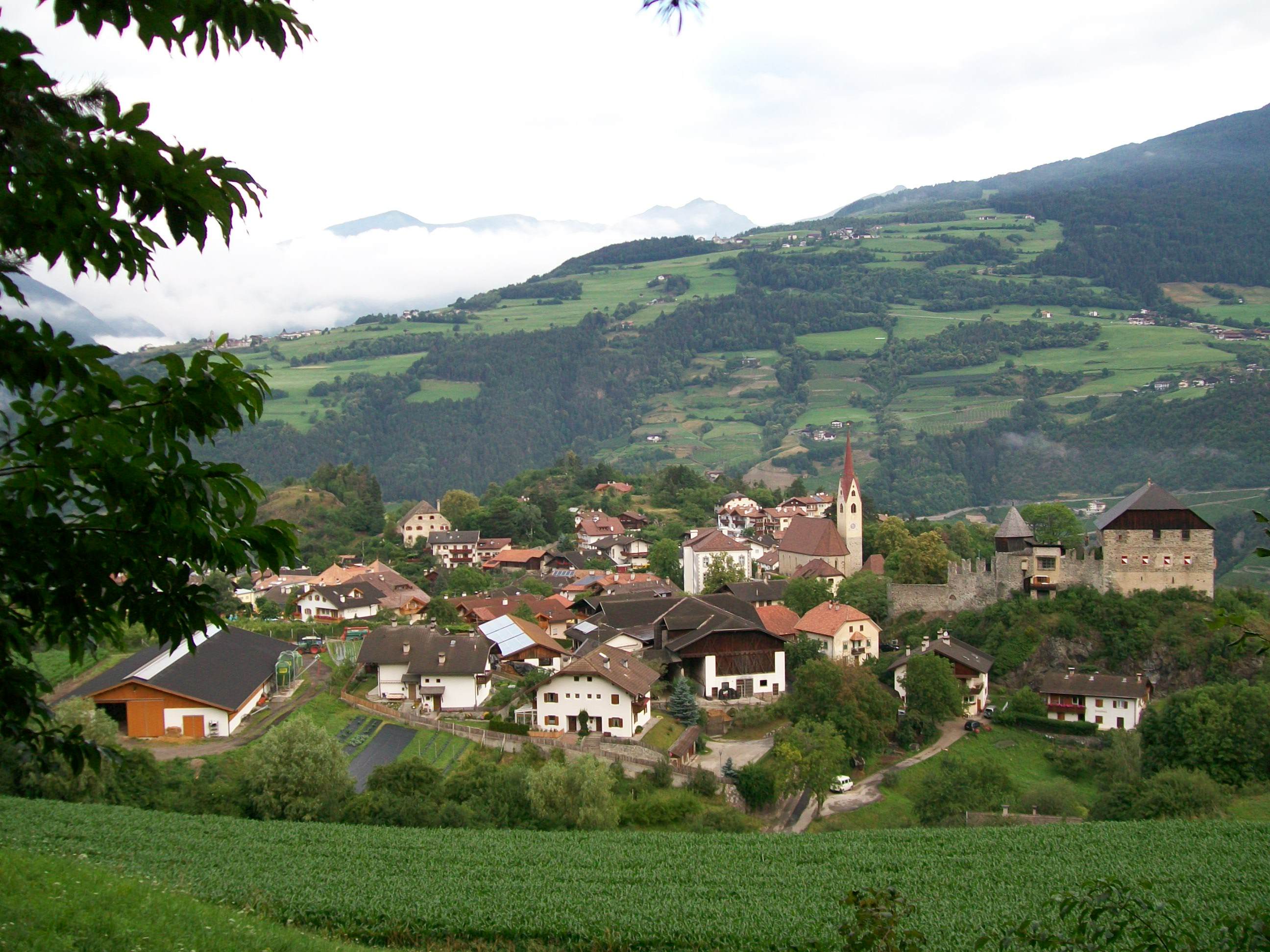
Ansicht von Gufidaun mit dem Ansitz Koburg links im Hintergrund, rechts Schloss Summersberg

Ansitz Koburg ist ein geschütztes Baudenkmal in Gufidaun, einer Fraktion der Gemeinde Klausen in Südtirol.

## Geschichte
Das alte Rittergut Koburg geht auf die Mitte des 14. Jahrhunderts zurück. Zunächst befand sich der Edelsitz im Eigentum eines Seitenzweiges der Herren von Gufidaun. Euphemia, Tochter des Eberhard von Gufidaun, brachte das Gut ihrem Mann Wolfhard Zobl, nach dem Zobelhof bei Eppan, zu. Möglicherweise nach dem Klee im Wappen wurde der Ansitz zu Kleeburg und schließlich mit der Zeit zu Koburg abgeändert. Die Brüder Konrad, Hans und Wolfhard II. nannten sich bereits nach dem ererbten Wohnsitz „die Koburger zu Gufidaun“. König Friedrich III. bestätigte ihnen am St. Erhardstag 1443 in Meran die Adelsfreiheit und Privilegien. Als letzter männlicher Vertreter seines Geschlechts verstarb 1525 Jakob oder Virgil von Koburg. Dessen Schwester Martha von Koburg heiratete den Hauptmann Balthasar von Mayrhofen, wodurch der Besitz an die Mayrhofen gelangte. Die Familie führte darauf ebenfalls als Prädikat den Namen Mayrhofen zu Koburg. Um 1571 durch einen Blitzschlag bis auf die Grundmauern zerstört, erhielt die Koburg beim anschließenden Wiederaufbau im Wesentlichen ihre heutige Gestalt mit zwei Erkern und hohem Walmdach. Die Koburg blieb im Besitz der Edlen von Mayrhofen, bis sie 1814 an einen Bauern verkauft wurde. 1883 erwarb Tobias von Wildauer, k. k. Hofrat, Reichsrats- und Landtagsabgeordnete und Professor der Philosophie an der Universität Innsbruck, den Ansitz. Bis heute ist das Gebäude im Besitz seiner Nachkommen und kann nicht besichtigt werden. Am 7. Juni 1951 erfolgte die Unterschutzstellung. Die Koburg beherbergt im Inneren bedeutende Wandmalereien.